# 逸見勝利ラファエル
逸見 勝利ラファエル（へんみ かつとし ラファエル、1992年7月30日 - ）は、ブラジル・パラナ州出身、日本国籍のフットサル選手。日系ブラジル人3世。ポジションはアラ/フィクソ。日本代表。

## 経歴

### ブラジル時代
ブラジル在住中はコリチーバFCに所属し、サッカーとフットサルの両部門でプレーしていた。この頃U-15フットサルパラナ州選抜メンバーにも選出された。

### 日本時代
2007年、日本国内で勤務していた父親の誘いで家族全員で日本に渡った。初年度のFリーグの試合を偶然見た父親が、「息子が日本に来ればプロのフットサル選手になれる」と思い、家族を呼び寄せたのがきっかけであった。日本ではブラジル人学校に通学しながら愛知県フットサルリーグ所属の大洋薬品/BANFF NAGOYAでプレーしたが、そこでのプレーを名古屋オーシャンズの関係者が見ており、数か月後に名古屋のサテライトチームに移籍した。
2010年に家族全員で日本国籍を取得。同年7月にトップチームへの昇格が発表された。名古屋では2010-11、2011-12、2012-13各年度のリーグ優勝を経験した他、2013年には名古屋オーシャンズとしての全日本フットサル選手権大会初優勝を経験した。

### 日本代表
名古屋トップチーム昇格1年目の2010年10月、日本代表候補のトレーニングキャンプに招集され、同年12月には正式に代表チームの一員として招集され、タイ王国へ遠征、ベトナム戦で1得点を挙げた。
2012年6月開催のAFCフットサル選手権では大会優勝を経験した他、AFCの年間最優秀フットサル選手に選出された。同年11月開催の2012 FIFAフットサルワールドカップではグループリーグのポルトガル戦で得点を挙げた他、同大会における日本代表初のベスト16を経験した。同大会でチームメートだった三浦知良は逸見の父親と同年齢である。

## 所属クラブ

### ユース時代
- コリチーバFC
- 200?-2010  名古屋オーシャンズサテライト

### シニア時代
- 2007  大洋薬品/BANFF NAGOYA
- 2010-2013  名古屋オーシャンズ
- 2013  アル・ワスル
- 2013-2022  SLベンフィカ
- 2022-  レアル・ベティス（スペイン語版）